# Conferencia Episcopal de Colombia
La Conferencia Episcopal de Colombia (CEC), entidad administrativa y de carácter permanente de la Iglesia colombiana, anima la comunión afectiva, la unidad, participación y fraternidad de sus obispos; promueve la evangelización, con criterios inspirados en la Sagrada Escritura, la Tradición, el Magisterio y las ciencias, e incide en la construcción de la sociedad; en comunión con el romano pontífice y bajo su autoridad, conforme a las normas del Derecho y de sus estatutos, busca promover la vida de la Iglesia, fortalecer su misión evangelizadora y responder de forma más eficaz al mayor bien que la Iglesia debe procurar: la salvación de las almas.

## Historia
Se reunió en Roma, bajo el pontificado de S.S. León XIII, en 1899, el 1.er Concilio plenario de América Latina. Dicho concilio sugirió que los episcopados de cada país se reunieran de manera periódica y así afrontaran colegialmente los retos que se irían imponiendo a la Iglesia al paso de la historia en cada nación. De esta forma, el 14 de septiembre de 1908 se celebró la primera asamblea general del episcopado colombiano, con duración hasta el 15 de octubre siguiente. Como delegado apostólico y enviado especial de la Santa Sede (figura que corresponde hoy en día al nuncio apostólico de SS.) participó Mons. Francesco Ragonesi (1850 - 1931), cuya gestión diplomática se desarrolló entre 1904 y 1912. Bajo la presidencia de Mons. Bernardo Herrera Restrepo (1844 - 1928), entonces Arzobispo de Bogotá, contó con la participación de 15 prelados, además de los mencionados: Monseñor Manuel José Caicedo (Arzobispo de Medellín 1851-1937) Monseñor Pedro Adán Brioschi (Arzobispo de Cartagena), Monseñor Manuel Antonio Arboleda (Arzobispo de Popayán 1870-1923), Monseñor Evaristo Blanco (Obispo de Socorro), Monseñor Eduardo Maldonado Calvo (Obispo de Tunja), Monseñor Gregorio Nacianceno Hoyos (Obispo de Manizales), Monseñor Ismael Perdomo (Obispo de Ibagué), Monseñor Esteban Rojas Tovar (Obispo de Garzón), Monseñor Francisco María Rodens (Obispo de Santa Marta), Monseñor Adolfo Perea (Obispo de Pasto), Monseñor Atanasio Vicente Soler (Vicario apostólico de la Goajira), Padre Antonio María Colmenares (Vicario capitular de Pamplona), Padre Francisco Cristóbal Toro (Vicario capitular de Antioquia). Entonces la organización eclesiástica contaba con: 4 arquidiócesis, 9 diócesis, 1 vicariato apostólico y 4 prefecturas apostólicas.
De esta primera asamblea fueron emitidas dos Cartas pastorales: la primera de ellas, siguiendo las instrucciones del Cardenal Mariano Rampolla del Tindaro (1843 - 1913), secretario de Estado, en defensa de los sacerdotes y religiosos víctimas de los ataques de la masonería, tan habituales en la época. Y la segunda, un llamamiento urgente a la vida cristiana y una invitación a la paz y a la concordia.
La segunda asamblea se celebró del 8 de diciembre de 1912 al 20 de enero de 1913, con la participación de 13 prelados. A partir de ese momento dicha reunión tendría carácter nacional, y no más provincial como hasta entonces. De ella salió la convocación al primer congreso eucarístico nacional, que, como lo cita la publicación de la CEC en su primer centenario, "a juicio de los historiadores, fue la más grande celebración que se haya realizado en Colombia a Jesucristo Salvador y Redentor."
Se siguieron: la tercera asamblea (a partir del 1° de septiembre de 1916), a cuya conclusión celebró la dedicación de la Iglesia de Voto nacional (en honor del Sagrado Corazón de Jesús) en la capital colombiana; la cuarta asamblea, en 1919; la quinta, a partir del 4 de agosto de 1924; la sexta, del 15 de octubre al 7 de noviembre de 1927.
Hasta 1948 se habían celebrado 11 asambleas plenarias, pero desafortunadamente sus actas se perdieron en la quema del Palacio arzobispal de la capital, producto de la revuelta popular que ocasionó el asesinato del político liberal Jorge Eliécer Gaitán.
Años más tarde la CEC encargó a un comité de misiones la gestión de los asuntos contemplados en el Convenio sobre misiones, suscrito entre la Santa Sede y el Gobierno de Colombia el 27 de diciembre de 1902 por el cual los servicios educativos (educación contratada) en zonas rurales determinadas serían organizados por la Iglesia, especialmente zonas de indígenas y campesinos. En 2004 cesó dicho acuerdo. Dichos territorios fueron: misión de la Goajira (territorio goajiro, el de la Sierra Nevada y el de los Motilones), misión del Chocó (incluyendo el territorio del Sinú), misión del Caquetá (que comprendía también la provincia de Mocoa en Putumayo), misión del Darién, misión de la intendencia oriental, misión de los llanos de San Martín, misión de Pamplona (que incluía Arauca y el Vicariato apostólico del Casanare).
En 2008 la Conferencia episcopal celebró su primer centenario, oportunidad en la cual hizo un balance histórico de sus acciones. Para entonces contaba con 13 arzobispos, 52 obispos diocesanos, 11 obispos auxiliares, 10 vicarios apostólicos, 1 obispo castrense y 32 obispos eméritos. Y la organización eclesiástica comprendía: 13 arquidiócesis, 52 diócesis, 10 vicariatos apostólicos y 1 diócesis castrense.

## Estructura
Como órgano colegiado, tiene en su estructura el pleno de la asamblea de obispos, además de una comisión permanente, que a norma de los estatutos es el órgano delegado general que asegura la continuidad de la misión de la Conferencia durante los períodos de receso de la Asamblea Plenaria, a la cual representa, y cuida de que se ejecuten debidamente los decretos y demás decisiones; prepara las agendas de las asambleas plenarias de acuerdo al derecho universal, sin disminuir la autoridad del Obispo diocesano; y “realizar otros asuntos que se le encomienden conforme a la norma de los estatutos”*.
Su presidente tiene como funciones:  
- Dirigir, conforme al derecho universal y a los Estatutos, todas las actividades de la Conferencia y supervisar la coordinación de sus organismos.
- Llevar la representación eclesiástica y legal de la misma.
- Convocar las reuniones de la asamblea plenaria, de la comisión permanente, del Consejo de presidencia, de los presidentes de comisiones y de las comisiones episcopales cuando lo crea conveniente.
- Dirigir el estudio de los asuntos de competencia de la Conferencia Episcopal, dentro y fuera de la asamblea plenaria.
- Suscribir las actas y documentos oficiales.[8]

Y a su vez, el presidente cuenta con un consejo de presidencia, integrado por el vicepresidente, el secretario general y dos obispos representantes de la comisión permanente, elegidos por la asamblea plenaria para un período de tres años. Asesora al presidente en el desempeño de su servicio y se reúne cuando él lo convoca.

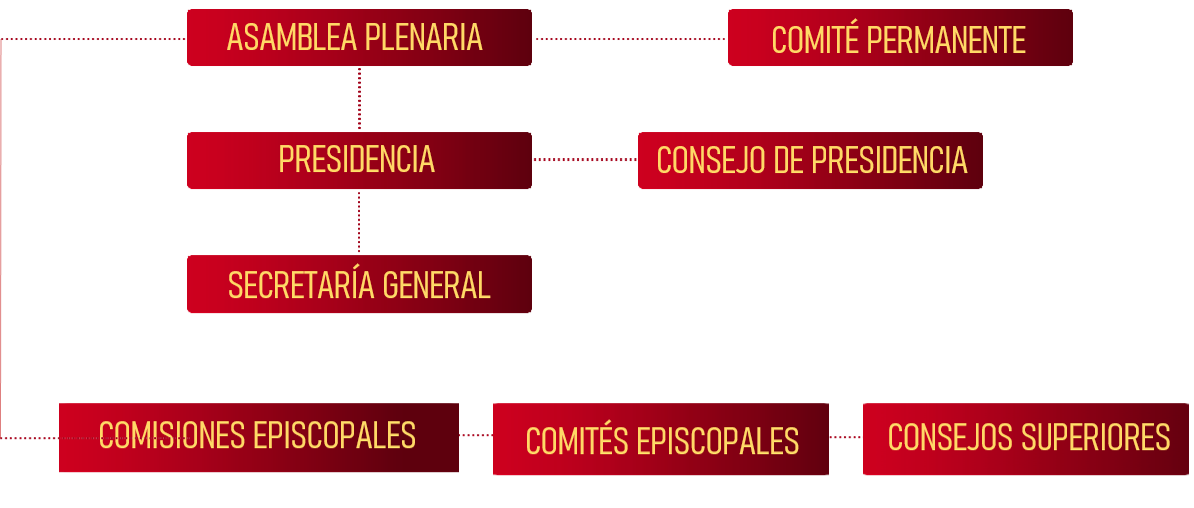

Se cuentan también otros organismos que buscan el apoyo para la gestión y manejo de los recursos para el funcionamiento y otros servicios en favor de la Conferencia Episcopal de Colombia (CEC), como: comité económico, comité de asuntos administrativos, comité de estatutos, comité de límites de diócesis y, recientemente, el comité de coordinación con el CELAM.
Y atendiendo la dinámica de las relaciones interinstitucionales otros entes se integran: consejo superior de la Fundación Mutuo Auxilio Sacerdotal Colombiano (MASC), representante de los obispos eméritos, suplente del delegado ante el CELAM, consejo superior Acción Cultural Popular (ACPO), comisión católica internacional de migraciones, y lo atinente al Instituto Colombiano de Bienestar Familiar (ICBF), Ministerio de Justicia y Servicio Nacional de Aprendizaje (SENA).

## Presidentes
- 1908 - 1928 Mons. Bernardo Herrera Restrepo (Arzobispo de Bogotá y primado de Colombia).
- 1928 - 1950 Mons. Ismael Perdomo Borrero (Arzobispo de Bogotá y primado de Colombia) (Su causa de beatificación y canonización se encuentra en proceso).
- 1950 - 1959 Card. Crisanto Luque Sánchez (Arzobispo de Bogotá y primado de Colombia).
- 1959 - 1964 Card. José Luis Concha Córdoba (Arzobispo de Bogotá y primado de Colombia).
- 1964 - 1972 Card. Aníbal Muñoz Duque (Arzobispo de Bogotá y primado de Colombia).
- 1972 - 1978 Mons. José de Jesús Pimiento Rodríguez (Arzobispo de Manizales).
- 1978 - 1984 Card. Mario Revollo Bravo (Arzobispo de Nueva Pamplona) (dos períodos).
- 1984 - 1987 Mons. Héctor Rueda Hernández.(Arzobispo de Bucaramanga), bajo su presidencia se realizó la histórica visita apostólica de S.S. Juan Pablo II a Colombia, cuyo lema fue "Con la paz de Cristo, por los caminos de Colombia).
- 1987 - 1990 Card. Alfonso López Trujillo. (Arzobispo de Medellín). Creado Cardenal presbítero, por S.S. Juan Pablo II el 2 de febrero de 1983, fue nombrado presidente del Pontificio consejo para la familia, el 8 de noviembre de 1990, y el 17 de noviembre de 200 promovido como Cardenal Obispo, constituyéndose en el prelado colombiano que hasta hoy ha llegado a las más altas esferas jerárquicas del gobierno de la Iglesia. Posteriormente se sumaría el Card. Darío Castrillón Hoyos, nombrado Prefecto de la Congregación para el Clero, el 15 de junio de 1996.
- 1990 - 1993 Mons. Pedro Rubiano Sáenz (Arzobispo de Cali).
- 1993 - 1996 Mons. Pedro Rubiano Sáenz  (Arzobispo de Cali) (segundo período).
- 1996 - 2002 Mons. Alberto Giraldo Jaramillo (Arzobispo de Medellín).
- 2002 - 2005 Card. Pedro Rubiano Sáenz (Arzobispo de Bogotá y primado de Colombia).
- 2005 - 2008 Mons. Luis Augusto Castro Quiroga, IMC (Arzobispo de Tunja).
- 2008 - 2011: Mons. Rubén Salazar Gómez (Arzobispo de Bogotá y primado de Colombia).
- 2011 - 2014: Card. Rubén Salazar Gómez (Arzobispo de Bogotá y primado de Colombia) (segundo período).
- 2014 - 2017: Mons. Luis Augusto Castro Quiroga (Arzobispo de Tunja).
- 2017 -2021:  Mons. Óscar Urbina Ortega (Arzobispo de Villavicencio).
- 2021 - 2024 Card. Luis José Rueda Aparicio (Arzobispo de Bogotá y primado de Colombia).
- 2024 - 2027 Mons. Francisco Javier Múnera Correa (Arzobispo de Cartagena).

## Jurisdicciones eclesiásticas
Si bien esta es la organización eclesiástica, esta se refleja en la Conferencia Episcopal con los pastores que presiden las distintas jurisdicciones y en ella las representan, a saber: 14 arquidiócesis,  52 diócesis, 10 vicariatos apostólicos y 1 diócesis castrense. A su vez, cada sede arquidiocesana tiene carácter metropolitano y a ellas se ligan las diócesis vecinas como sufragáneas, de la siguiente manera:
- Arquidiócesis de Barranquilla. Diócesis sufragáneas: El Banco, Riohacha, Santa Marta y Valledupar;
- Arquidiócesis de Bogotá. Diócesis sufragáneas: Engativá, Facatativá, Fontibón, Girardot, Soacha y Zipaquirá;
- Arquidiócesis de Bucaramanga. Diócesis sufragáneas: Barrancabermeja, Málaga-Soatá, Socorro y San Gil y Vélez;
- Arquidiócesis de Cali. Diócesis sufragáneas: Buenaventura, Buga, Cartago y Palmira;
- Arquidiócesis de Cartagena. Diócesis sufragáneas: Magangué, Montelíbano, Montería y Sincelejo;
- Arquidiócesis de Florencia. Diócesis sufragáneas: Mocoa-Sibundoy y  San Vicente del Caguán;
- Arquidiócesis de Ibagué. Diócesis sufragáneas: Espinal, Garzón, Líbano-Honda y Neiva;
- Arquidiócesis de Manizales. Diócesis sufragáneas: Armenia, La Dorada-Guaduas y Pereira;
- Arquidiócesis de Medellín. Diócesis sufragáneas: Caldas, Girardota, Jericó y de Sonsón-Rionegro;
- Arquidiócesis de Nueva Pamplona. Diócesis sufragáneas: Arauca, Cúcuta, Ocaña y Tibú;
- Arquidiócesis de Popayán. Diócesis sufragáneas: Ipiales, Pasto y Tumaco;
- Arquidiócesis de Santa Fe de Antioquia. Diócesis sufragáneas: Apartadó, Tadó-Istmina, Quibdó y Santa Rosa de Osos;
- Arquidiócesis de Tunja. Diócesis sufragáneas: Chiquinquirá, Duitama-Sogamoso, Garagoa y Yopal;
- Arquidiócesis de Villavicencio. Diócesis sufragáneas: Granada en Colombia y San José del Guaviare.

Los vicariatos apostólicos son Guapi, Inírida, Leticia, Mitú, Puerto Carreño, Puerto Gaitán, Puerto Leguízamo-Solano, San Andrés y Providencia, Tierradentro y Trinidad, por su naturaleza sujetos a la Santa Sede
Y el Obispado castrense de Colombia.